# Francisco de Vasconcelos (Politiker)

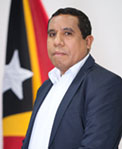
Francisco de Vasconcelos

Francisco de Vasconcelos (* 15. Januar 1975 in Osso Huna, Baucau, Portugiesisch-Timor) ist ein Politiker und protestantischer Pastor aus Osttimor. Er ist Mitglied der Partidu Libertasaun Popular (PLP).

## Politischer Werdegang

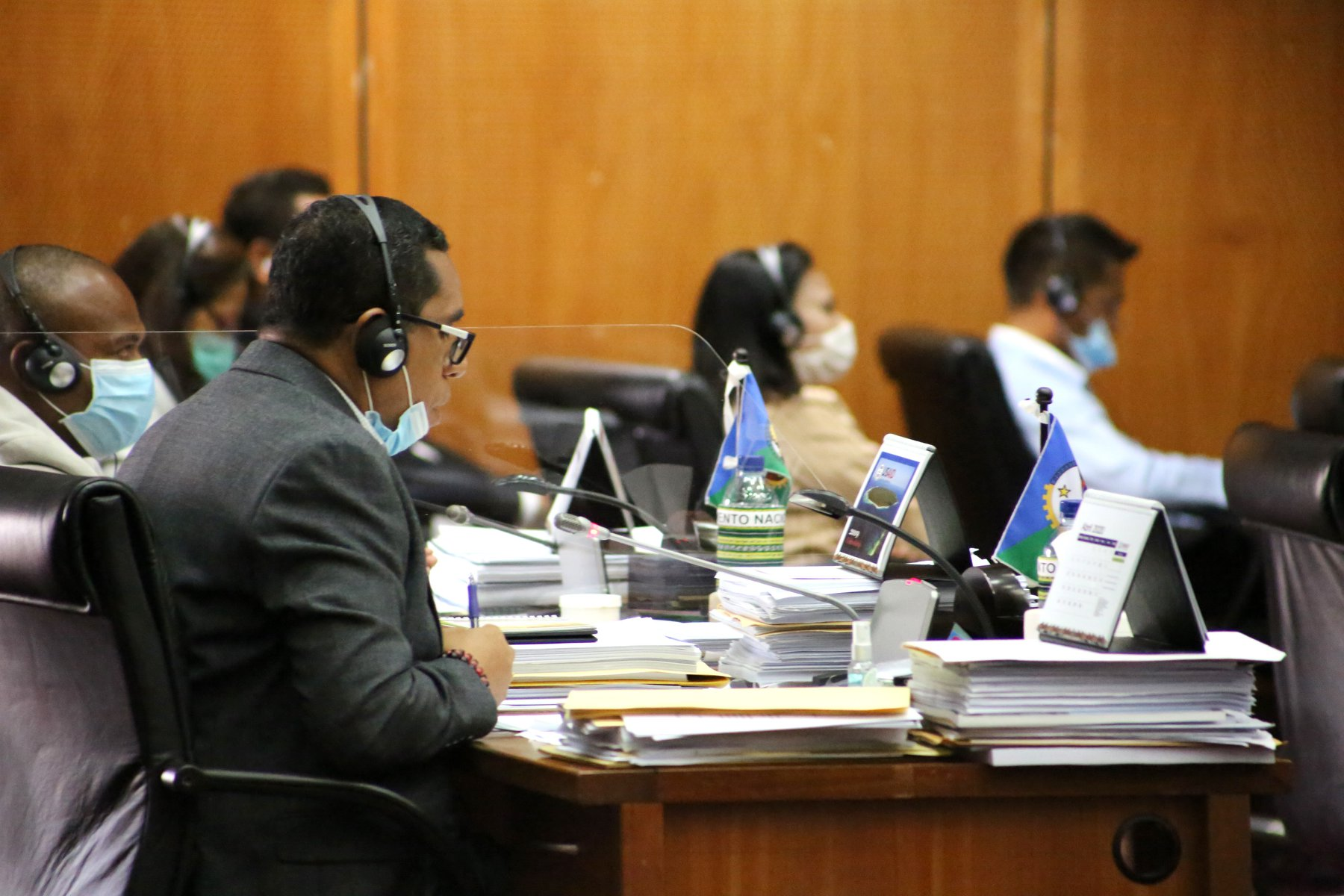
Francisco de Vasconcelos im Parlament (2020)

Vasconcelos hat einen Bachelor in Agrikultur inne. Von 2013 bis 2016 war er Kommissar der Comissão Nacional de Eleições (CNE).
Bei den Parlamentswahlen 2017 scheiterte Vasconcelos auf Platz 11 der Wahlliste der PLP. Bei den vorgezogenen Neuwahlen 2018 stand Vasconcelos auf Platz 28 der Aliança para Mudança e Progresso (AMP), zu der auch die PLP gehört, und schaffte den Einzug in das Nationalparlament Osttimors.
Am 4. Juli 2018 wurde Vasconcelos zum Vizepräsidenten der parlamentarischen Kommission für konstitutionelle Fragen und Justiz (Kommission A) gewählt. Das Amt behielt er auch nach der Umstrukturierung der Kommissionen am 16. Juni 2020. Bei den Parlamentswahlen 2023 gelang Vasconcelos der Wiedereinzug auf Listenplatz 8 der PLP nicht, da die Partei nur vier Sitze gewann.

## Familie
Franciscos Eltern waren António de Vasconselhos und Albertina Amaral.
Vasconcelos ist der Bruder vom PLP-Chef und ehemaligen Premierminister Taur Matan Ruak. Der Bruder Agostinho de Vasconselos (1970–2014) war ebenfalls protestantischer Pastor, der Cousin Francisco Maria de Vasconcelos war Oberhaupt der Protestantischen Kirche in Osttimor (IPTL).
Vasconcelos gehört zur Ethnie der Naueti.